# La Bougie du Sapeur

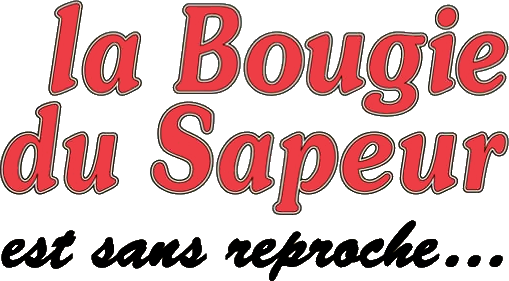
Ilustração.

La Bougie du Sapeur, é um jornal humorístico francês publicado todo dia 29 de fevereiro, por conseguinte, apenas nos anos bissextos. Apareceu pela primeira vez em 1980. Sua próxima edição será em 2024. Já foram publicadas 11 edições;
O nome foi dado em homenagem a um personagem de quadrinhos, o Sapeur Camember, criado por Georges Colomb na década de 1890.
Foi fundado por Jacques Debuisson e Christian Bailly.
Lucros da edição de 2008 irão para uma instituição de caridade devotada ao autismo.
É possível assinar o jornal por apenas 100 euros por século.